# 短柄旋花豆
短柄旋花豆（学名：Cochlianthus gracilis var. brevipes）为豆科旋花豆属下的一个变种。

## 扩展阅读
- 維基物種上的相關：短柄旋花豆